# Fălcoiu (gmina)
Fălcoiu – gmina w Rumunii, w okręgu Aluta. Obejmuje miejscowości Cioroiașu, Cioroiu i Fălcoiu. W 2011 roku liczyła 4004 mieszkańców.